# Les Parcelles Assainies
 (juillet 2023).
Si vous disposez d'ouvrages ou d'articles de référence ou si vous connaissez des sites web de qualité traitant du thème abordé ici, merci de compléter l'article en donnant les références utiles à sa vérifiabilité et en les liant à la section « Notes et références ».
 (juillet 2023).
La mise en forme du texte ne suit pas les recommandations de Wikipédia : il faut le « wikifier ».
Les points d'amélioration suivants sont les cas les plus fréquents. Le détail des points à revoir est peut-être précisé sur la page de discussion.
- Les titres sont pré-formatés par le logiciel. Ils ne sont ni en capitales, ni en gras.
- Le texte ne doit pas être écrit en capitales (les noms de famille non plus), ni en gras, ni en italique, ni en « petit »…
- Le gras n'est utilisé que pour surligner le titre de l'article dans l'introduction, une seule fois.
- L'italique est rarement utilisé : mots en langue étrangère, titres d'œuvres, noms de bateaux, etc.
- Les citations ne sont pas en italique mais en corps de texte normal. Elles sont entourées par des guillemets français : « et ».
- Les listes à puces sont à éviter, des paragraphes rédigés étant largement préférés. Les tableaux sont à réserver à la présentation de données structurées (résultats, etc.).
- Les appels de note de bas de page (petits chiffres en exposant, introduits par l'outil «  Source ») sont à placer entre la fin de phrase et le point final[comme ça].
- Les liens internes (vers d'autres articles de Wikipédia) sont à choisir avec parcimonie. Créez des liens vers des articles approfondissant le sujet. Les termes génériques sans rapport avec le sujet sont à éviter, ainsi que les répétitions de liens vers un même terme.
- Les liens externes sont à placer uniquement dans une section « Liens externes », à la fin de l'article. Ces liens sont à choisir avec parcimonie suivant les règles définies. Si un lien sert de source à l'article, son insertion dans le texte est à faire par les notes de bas de page.
- La présentation des références doit suivre les conventions bibliographiques. Il est recommandé d'utiliser les modèles {{Ouvrage}}, {{Chapitre}}, {{Article}}, {{Lien web}} et/ou {{Bibliographie}}. Le mode d'édition visuel peut mettre en forme automatiquement les références.
- Insérer une infobox (cadre d'informations à droite) n'est pas obligatoire pour parachever la mise en page.

Pour une aide détaillée, merci de consulter Aide:Wikification.
Si vous pensez que ces points ont été résolus, vous pouvez retirer ce bandeau et améliorer la mise en forme d'un autre article.
 (juillet 2023).
Améliorez-le ou discutez des points à vérifier. 
La commune des  Parcelles Assainies est l'une des 19 communes  de la Ville de Dakar (Sénégal).
Les Parcelles Assainies se situent au Nord-Est de la capitale.

## Histoire
Les Parcelles Assainies ont été érigées en commune d’arrondissement par décret n° 96-745 du 30 août 1996 portant création des communes d’arrondissement dans les villes de Dakar, Pikine, Guédiawaye et Rufisque. Avec l’Acte III de la décentralisation, les Parcelles Assainies deviennent une commune de plein exercice avec la loi n° 2013-10 du 28 décembre 2013 portant Code général des Collectivités locales.

## Géographie

Situation de la commune

La commune des Parcelles Assainies s’étend sur une superficie de 4,07 Km². Elle est limitée à l’Est par la commune de Golf-sud, à l’Ouest par le quartier de Grand-Médine, la commune de Patte d’Oie, Nord-Foire et Yoff, au Sud par la route des Niayes et au Nord par la commune de Cambérène et le littoral nord.

### Les quartiers
La commune compte 20 quartiers appelés des Unités. Les quartiers vont donc de l’Unité 7 située à l’extrémité Ouest à l’Unité 26 localisée à l’extrémité Est de la commune. Les Unités 17 et 20 se situent au centre de l’espace communal. Les quartiers sont tous séparés par des routes bien tracées et aucun n’est enclavé. Du point de vue de leurs superficies, il n’y a pas de grandes disparités entre les quartiers. Située au Nord-Est, l’Unité 23, plus connue sous le nom de HLM Grand Médine est la plus grande avec 288.542 m². Elle est suivie de l’Unité 17 avec 278.569 m².

## Caractéristiques socio-démographiques

### Historique de peuplement
Le peuplement des Parcelles Assainies est relativement récent. En 1974, l’État du Sénégal, en rapport avec la Banque Mondiale, décida de créer une cité pour désengorger le centre-ville de Dakar et ses environs et trouver par la même occasion un toit pour les moins nantis. Ainsi est née l’idée des Parcelles Assainies. Jusqu’au milieu des années 70, les politiques urbaines ne concernaient qu’une partie de l’espace (la ville légale) et ne s’adressaient qu’à une fraction de la population. Les politiques foncières visaient à consolider la ville régulière par la délimitation de son périmètre, la réglementation de l’accès à la terre et la planification des équipements. Les politiques de logements se focalisaient jadis sur les groupes dont la crédibilité est assurée par un soutien et un encadrement du secteur privé capitaliste et la mise en place de programmes publics de logements destinés aux classes moyennes solvables. L’Office des Habitations à Loyer Modéré (OHLM) assure la maitrise d’ouvrage de ce projet. Ce dernier fut l’un des premiers parmi plusieurs centaines de projets du dit « Site et Service » de la Banque Mondiale qui marquait son entrée dans le secteur de l’aide urbaine au développement.
Le projet des Parcelles Assainies était basé sur la baisse des coûts de loyer, par la réduction de la taille des parcelles à 150m², et celle des standards d’équipements. Au total, 10.500 parcelles ont été aménagées sur 300 hectares. Le projet avait prévu l’aménagement de 35 parcelles à l’hectare, 10 personnes par parcelle, soit 350 personnes par hectare.
Créée pour désengorger le centre-ville, les Parcelles Assainies constituent aujourd’hui un espace très cosmopolite du point de vue sociodémographique. Avec sa position géographique notamment une localisation à cheval entre le centre-ville de Dakar et la banlieue ainsi que son accessibilité, la commune des Parcelles Assainies a attiré progressivement certaines populations et elle comptait en 2013, 10.944 concessions avec 27.922 ménages.

## Éducation
L’état des lieux de ce domaine de compétence dans la Commune des parcelles assainies montre deux types de structures : les structures formelles (le préscolaire, le primaire et le moyen scolaire ainsi que les écoles de formations professionnelles et les écoles franco-arabes) et celles non formelles (les daaras).
Répartition spatiale des structures éducatives

### Les structures formelles

#### Le préscolaire
Les données collectées à l’IEF et sur le terrain (2020) montrent l’existence de 3 établissements publics (localisés à l’Unité 15, 24 et aux Hlm Grand Médine) et 59 privés du préscolaire. Ils (enfants) sont initiés en pré lecture, pré écriture, logico-mathématiques, éducation sanitaire, éducation civique, informatique etc.
Situation de l’éducation préscolaire
| Indicateurs             | Caractéristiques |
| Nombre d’établissements | 62               |
| Population scolarisable | 15005            |
| Population scolarisée   | 3935             |
| Effectif garçons        | 1848             |
| Effectif filles         | 2087             |
| TBPS                    | 26,22%           |

Source : IEF Parcelles Assainies, 2020

#### L’élémentaire
La commune des parcelles assainies dispose de 24 écoles primaires publiques et de 58 écoles privées soit un total de 82 établissements primaires. Les résultats des enquêtes montrent les effectifs suivants.
Répartition de l’effectif des élèves selon le sexe et le type d’école
| Types d’écoles | Garçons | Filles | Effectifs Total |
| PRIVE          | 6330    | 6831   | 13161           |
| PUBLIC         | 5060    | 5987   | 11047           |
| Total          | 11390   | 12818  | 24208           |

Source : IEF des Parcelles Assainies, 2020
Situation des écoles primaires
| Indicateurs                           | Caractéristiques                                                                |
| Nombre d’établissements               | 82                                                                              |
| Population scolarisable               | 25 661                                                                          |
| Population scolarisée                 | 24208                                                                           |
| Effectif garçons                      | 11390                                                                           |
| Effectif filles                       | 12818                                                                           |
| TBS                                   | 94,33%                                                                          |
| Ratio élèves / classes (24208/209)    | 116 élèves par classes                                                          |
| Ratios tables-bancs/classe (5441/209) | 26 tables bancs par classe                                                      |
| Ratio enseignant /élèves (274/11047)  | 49,9 élèves par enseignants                                                     |
| Accès à l’eau                         | Pas totalement                                                                  |
| Accès à l’électricité                 | Pas totalement                                                                  |
| Toilettes                             | La plupart en mauvais état par manque d’entretien                               |
| Femme de charges et gardiens          | 20 femmes de charges, 19 gardiens                                               |
| Mobilier table banc                   | 4864 tables-bancs en bon état, 577 en mauvais état avec un besoin de 932 tables |
| Bureau et chaise                      | 231 bureaux, 323 chaises et 204 armoires                                        |
| Mat informatique                      | 32 ordinateurs en bon état et 29 en mauvais état                                |

Source : IEF Parcelles Assainies, 2020

#### Le moyen secondaire
La commune des parcelles assainies dispose de 4 collèges et d’un lycée public. En ce qui concerne le privé, ils sont au nombre de 30 collèges et de 41 lycées.
Les effectifs dans le moyen-secondaire
| Types d’écoles | Garçons | Filles | Effectif total |
| Publics        | 3475    | 4008   | 7483           |
| Privés         | 4067    | 5509   | 9576           |
| Total          | 7542    | 9517   | 17059          |

Source : IEF Parcelles Assainies, 2020
La population scolarisable dans le moyen secondaire est de 22110 et le taux brut de scolarisation est de 77,15%. Bien que le TBS dans le moyen secondaire soit au-dessus de la moyenne nationale, on note une baisse considérable de 17,18% du cycle primaire au secondaire. Ceci renseigne sur le niveau de déperdition scolaire noté dans la commune. Des mesures devraient être prises par la municipalité pour lutter contre l’abandon scolaire dans la localité.

#### Formation professionnelle
La formation professionnelle n’est pas très présente dans la commune des parcelles assainies. La majorité des centres de formation sont des privés. Cependant, la commune octroyée des bourses aux étudiants et des aides aux personnes défavorisées.

#### Les écoles franco-arabes
Une trentaine d'écoles franco-arabes sont présentes dans la commune, la plupart étant privées. Ces écoles franco-arabes proposent - en plus d'un programme en langue française - des enseignements portant sur la langue arabe ainsi que sur la religion musulmane.

### Le secteur informel
Le secteur informel est bien représenté dans la commune avec une bonne desserte en daara tradi-modernes.
Répartition des daaras aux parcelles assainies
| Formes de Daara                          | Nombre |
| Daara association des maitres coraniques | 35     |
| Daaras traditionnels                     | 12     |
| Autres daaras                            | 57     |

Source : PDC durable des Parcelles Assainies, 2020
Les Daaras sont bien représentés dans la commune avec une bonne desserte (plus de 100 daaras). Cependant, malgré leur nombre important, ils doivent être plus réglementés et formalisés avec la définition de normes claires de bonne gestion. La plupart des daaras ne bénéficient d’aucun aide extérieur d’où la persistance de la mendicité dans la localité. Des mesures doivent être prise afin d’aider tant soit peu les « Serigne daaras ».
Répartition des écoles dans la CPA
Source : IEF Parcelles assainies, Enquêtes PDC 2020
Résultats de priorisation de l’ODD 4 en rapport avec l’éducation
Pour ce qui est de l’éducation, le diagnostic montre qu’il faudrait de manière urgente mettre l’accent sur le renforcement de la scolarisation des filles dans la commune et des enfants de 3 à 5ans. De plus, il est ressorti qu’il faut également renforcer les actions déjà prises pour faciliter l’accès des jeunes aux enseignements universitaires et/ou professionnelles (les bourses qui ont été initié sont fortement appréciées par les parents d’élèves). Pour terminer, il ressort que la commune devrait faire un effort dans l’aménagement des infrastructures scolaires pour les rendre plus adaptées aux personnes vivant avec un Handicap

## Administration
Aboubacar Djamil Sané, membre fondateur du parti Pastef/Les Patriotes, a été élu maire. Il a été officiellement installé dans ses fonctions le 9 février 2022 . En mars 2025, il a également été nommé président du Conseil d’orientation de la Délégation générale à l’Entreprenariat Rapide des Femmes et des Jeunes (DER/FJ) .   
Bureau municipal
Le bureau municipal est composé du maire et de 12 adjoints, représentant diverses coalitions et partis politiques :
1.Ndeye Sophie Camara (PUR)
2.Malick Kébé (Taxawu Dakar)
3.Fatou Mbaye (Taxawu Dakar)
4.Bouba Douwara (Taxawu Dakar)
5.Mariama Soda Darry (Pastef)
6.Taïbe Bâ (Pastef)
7.Amy Collé Niang (PRP)
8.Thierno Boubacar Cissé (Mouvement Force pour la Jeunesse)
9.Soukeyna Ndiaye (Jotna)
10.Sérigne Assane Kane (Mouvement Guélewar)
11.Marie Jeanne Bienvenue Correa (Taxawu Dakar)
12.Momar Ndiaye (Mouvement Ansar) 
Commissions techniques
La commune dispose de 17 commissions techniques, couvrant des domaines tels que l’éducation, la santé, l’environnement, l’aménagement urbain, la culture, le sport, la jeunesse, l’économie locale, la sécurité, et les affaires sociales.
Organigramme administratif
L’administration municipale est structurée comme suit :
Cabinet du Maire et services rattachés
Secrétariat municipal, supervisant les divisions suivantes :
Division des Affaires Administratives et Financières (DAF)
Division Éducation, Jeunesse, Sport, Loisirs et Culture (DEJSLC)
Division Technique et de la Planification Communale (DTPC) 

## Infrastructures et organisations

### Sanitaires
En matière d’infrastructures sanitaires publiques, la commune des Parcelles Assainies compte 6 postes de santé et un centre de santé pour une population de 159 498 habitants en 2013 et estimée à 194 976 habitants en 2020. À l’image du Sénégal, la commune reste en deçà des normes établies par l’OMS selon laquelle, il faut 1 poste de santé pour 10.000 habitants, 1 centre de santé pour 50.000 habitants et 1 hôpital pour 150.000 habitants.
Toutefois, les postes de santé existants sont répartis dans l’espace communal avec une couverture acceptable comme représenté sur la carte ci-dessus. En effet, en termes de distance et d’accessibilité, tous les quartiers n’ont pas de difficultés à accéder à une structure sanitaire, ce qui constitue un atout considérable pour la population. Le Centre de Santé qui polarise les autres établissements sanitaires se situe à l’Unité 17, avec une position assez centrale du point de vue de sa localisation dans le territoire communal. Toutes les structures sanitaires de la commune sont desservies par une route et sont faciles d’accès. Cependant, il faut aussi noter que la commune accueille aussi beaucoup de patients provenant principalement des communes de Golf-sud, Grand-Médine, Patte d’Oie, Nord-Foire, Cambérène, entre autres.

#### Répartition spatiale des structures de Santé
L’analyse montre une insuffisance de la couverture de la commune en établissements sanitaires par rapport à l’effectif de la population. Néanmoins, ce déficit est atténué par la présence de structures de santé privées qui renforcent l’offre sanitaire, même si elles ne sont pas accessibles à tous du point de vue des tarifs.
Les structures de santé privées et leur répartition géographique
| Nom de la structure                       | Type                          | Quartier | Services offerts                      |
| Clinique Yacine                           | Clinique                      | Unité 17 | Médecine générale, PEV, SR, Pédiatrie |
| Centre de santé Chiffa                    | Cabinet médical confessionnel | Unité 24 | Médecine générale, PEV, SR, Pédiatrie |
| Clinique Tété Diédhiou                    | Cabinet médical               | Unité 7  | Médecine générale, SR,                |
| Centre baobab                             | Ophtalmologie                 | Unité 17 | Ophtalmologie                         |
| ifanmakoy                                 | Ophtalmologie                 | Unité 13 | Ophtalmologie                         |
| Clinique fonds islamique)                 | Cabinet médical confessionnel | Unité 24 | Médecine générale, PEV, SR, Pédiatrie |
| Cabinet paramédical Serigne Saliou MBACKE | Cabinet paramédical           | Unité 21 | Médecine générale, SR                 |

Source : District Sanitaire de Nabil Choucair, 2020
Dans le privé, on note l’existence dans la commune d’une clinique, de deux centres spécialisés en ophtalmologie et de 5 cabinets médicaux et paramédicaux. Les Unités 7, 13, 24 et 21 qui ne disposent pas de structures de santé publiques sont fournies en structures privées. Les offres de services sont diversifiées avec notamment la médecine générale, les services SR et PEV, la pédiatrie et les consultations ophtalmologiques. L’offre du privé, même s’il n’est pas accessible à tous du point de vue financier, constitue une alternative à la forte demande notée dans le service sanitaire public. Cette forte demande est à l’origine de la surcharge de travail du personnel médical.
La difficulté majeure réside dans le fait qu’aucun des 6 postes de santé ne dispose de maternité fonctionnelle. Ce qui constitue une contrainte pour les femmes et pour l’offre de services. Cependant, chaque structure a une sage-femme permanente, tandis que les postes Omar Mbassou Niang de l’Unité 16 et Norade de l’Unité 20 en comptent deux chacun. Les accouchements sont donc effectués au Centre de santé et dans les autres structures sanitaires de la région médicale en fonction de leur gravité ou non. Cette situation accentue la forte demande au niveau du Centre de santé qui compte 25 sages-femmes et 2 gynécologues.
Malgré l’absence de maternité fonctionnelle dans les postes de santé, la forte demande et le surcharge de travail du personnel médical, la commune enregistre un bon score en termes de mortalité maternelle, néonatale et infantile.
Évolution des taux de mortalité maternelle, néonatale et infantile des 3 dernières années
| ANNÉE TAUX                                 | 2017                      | 2017                       | 2018                      | 2018                       | 2019                      | 2019                       |
| ANNÉE TAUX                                 | Parcelles Assainies       | National                   | Parcelles Assainies       | National                   | Parcelles Assainies       | National                   |
| Taux de mortalité maternelle               | 0 pour 100 000 naissances | 315 pour 100000 naissances | 0 pour 100 000 naissances | 236 pour 100000 naissances | 0 pour 100 000 naissances | 236 pour 100000 naissances |
| Taux de mortalité néonatale                | 0 pour 1000 naissances    | 27 pour 1000 naissances    | 0 pour 1000 naissances    | 26 pour 1000 naissances    | 0 pour 1000 naissances    | 25 pour 1000 naissances    |
| Taux de mortalité des enfants de 0 à 5 ans | 0 pour 1000               | 65 pour 1000               | 0 pour 1000               | 54,6 pour 1000             | 0 pour 1000               | 53,1 pour 1000             |

Au niveau national, on note une légère baisse des taux de mortalité néonatale et infantile au cours des 3 dernières années tandis que le taux de mortalité maternelle n’a pas évolué en 2019 après une baisse notée entre 2017 et 2018. Contrairement à cette tendance nationale, la Commune des Parcelles Assainies enregistre un taux nul aussi bien en termes de mortalité maternelle que néonatale et infantile au cours des trois dernières années, ce qui entre en droite ligne avec l’ODD3  qui prône la mise en place de mesures et de dispositifs visant la réduction de la mortalité maternelle et infantile. Cette situation s’explique par les efforts consentis dans le domaine malgré le fait que des défis restent à être relevés. L’accessibilité des structures de santé, la mobilisation et la sensibilisation avec un fort impact des Badiénou-Gokh sur le respect des CPN y ont joué un grand rôle. L’autre explication réside dans le fait que la commune n’enregistre presque plus d’accouchements à domiciles ou traditionnels car depuis 2017, la proportion d’accouchement assistés par un personnel de santé qualifié est de 100% dans la commune tandis qu’au niveau national on note respectivement 95,3% et 97,6% en 2017 et 2018.
La concrétisation du projet d’hôpital, l’exploitation de la forte capacité de mobilisation de la population et l’engagement des ASC et des Badiénou-Gokh sont autant d’opportunités pour améliorer l’offre de service en matière de santé. Les acquis devront donc être consolidés en veillant à éliminer au mieux les faiblesses du secteur pour se rapprocher le plus possible de l’atteinte de l’ODD3 dont la priorisation des cibles au niveau de la commune révèle le résultat suivant.

### Socio-économiques
Le commerce et l’artisanat sont les principales activités qui soutiennent l’économie locale des Parcelles Assainies. Etant les plus pratiquées, ils soutiennent la dynamique économique de la commune. On peut toutefois noter la présence des services surtout les réseaux de transfert d’argent.

#### Secteur productif

##### Commerce
Le commerce est l’activité dominante aux Parcelles Assainies. Les échanges commerciaux constituent un agrégat pertinent à même de déterminer la dynamique économique d’une zone géographique. Ils renseignent également sur le développement des capacités de production, l’accroissement des possibilités d’emplois et la création de moyens de subsistance durable.
La commune des Parcelles Assainies est une ville à forte vocation commerciale compte tenu de sa position de carrefour. Le commerce est le secteur économique le plus représentatif et viens ensuite les services et l’artisanat.
Le commerce y est très développé avec 04 grands marchés aux Unités : 11, 14,17 et 20 avec plusieurs souks et cantines et beaucoup d’étals auxquels s’ajoutent les restaurants, les dibiteries, les moulins à mil et d’autres activités commerciales sur la voie publique. Les activités sont organisées selon en gros, demi-gros et détail.
L’activité commerciale est fortement dominée par le commerce de détail, suivis des distributeurs de ciment et des boulangeries. La plupart des commerçants sont affiliés à l’UNACOIS qui est un cadre permettant de défendre leurs intérêts et d’accéder au crédit. En outre, il possède une mutuelle d’épargne et de crédit pour les commerçants. Cependant, la mutuelle est toujours loin de pouvoir satisfaire les besoins financiers des commerçants.

##### Artisanat
Les Parcelles Assainies disposent d’une antenne de la chambre des métiers avec la présence de tous les corps de métier, notamment les artistes musiciens, les artistes-peintres, les maçons, menuisiers ébénistes, menuisiers métalliques, mécaniciens, tôliers, vulcanisateurs, coiffeurs, couturiers, etc. Ces artisans représentent 80% des métiers du secteur informel.
En plus de ces deux activités principales, on note une forte présence dans la commune des services de transfert d’argent. Ils sont présents dans tous les quartiers mais sont plus localisés aux alentours des marchés et au niveau de l’Unité 17 qui abrite une grande partie des équipements et infrastructures de la commune.
La transformation de produits locaux y est également pratiquée surtout par les associations de femmes, formées et accompagnées par le CEDAF. Le dynamisme du secteur du commerce et l’existence de 04 grands marchés leur permet d’écouler plus facilement leurs produits.
Source : Diagnostic communautaire, PDC durable 2020
Le secteur de l’artisanat est fortement lié aux ODD 5 et 8 portant respectivement sur l’égalite de sexe et la création d’emplois pour les jeunes. En effet, la plupart des femmes et des jeunes évoluent dans le secteur artisanal, notamment la couture, la coiffure, la transformation des produits locaux, mais aussi dans les métiers de la menuiserie, de la mécanique, de la construction…

#### Secteurs d’appui à la production

##### Énergie
La commune est alimentée à partir du réseau électrique de la Senelec. Le réseau d’alimentation comprend un réseau à basse tension sur lignes aériennes, et un réseau à moyenne tension enterrée. La commune est couverte à 100 % par la Senelec. Les abonnés sont répartis entre les abonnés ordinaires et quelques dizaines de clients spéciaux. Le réseau électrique de l’éclairage public a été étendu avec l'installation de 800 lampadaires. La Senelec a également installé trois postes préfabriqués pour réduire la saturation du réseau.
Le gaz butane reste la première source d’énergie utilisée dans les ménages de la commune. Les lieux d’approvisionnement (ou dépôts de gaz) sont répartis dans les unités et sont ainsi très accessibles.
Par rapport à l’ODD 7 (l’énergie propre et d’un coût abordable), la commune des Parcelles Assainies a encore des progrès à faire. En effet, l’utilisation des énergies propres est encore très peu répandue. À titre d’exemple, aucune infrastructure publique n’est équipée en équipements solaires photovoltaïques, alors que la commune doit payer des factures d’électricité assez élevées.

##### Services financiers
Le système financier décentralisé (SFD) a été mis en place dans les années 1970 afin de favoriser un meilleur accès aux services financiers pour les populations à faible revenu. Depuis son émergence, le secteur de la micro finance aux Parcelles Assainies est en plein essor.
Au niveau de la Commune, deux dispositifs de microcrédit existent : « la micro finance non formelle » représentée par les AVEC et les SFD et la présence de Banques
En effet, les enquêtes ont révélé l’existence de plusieurs Associations Villageoises pour l’Epargne et le Crédit (AVEC). Ces associations sont essentiellement composées de femmes qui se cotisent entre elles sous forme de crédit revolving. Ainsi, grâce à ces AVEC, elles développent des AGR (Activités Génératrices de Revenus) comme le petit commerce, le petit artisanat, etc. Ces AVEC doivent être formalisées et renforcées par une intégration au SFD locaux. Cependant, il arrive que les AVEC servent à régler des problèmes d’ordres personnels ou familials d’où la difficulté de mesurer l’impact économique sur la population.
Pour les SFD et les Banques, aujourd’hui, on dénombre plus de cinq grands Réseaux de caisses d’épargne et crédits au Sénégal et plus particulièrement aux Parcelles Assainies, qui concentrent 95 % des dépôts et 90 % des crédits de leurs membres ou sociétaires. Il s’agit de : Crédit Mutuel du Sénégal (CMS), PAMECAS, BAOBAB, ACEP, UIMCEC etc.
Il arrive que la mairie intervienne dans l’octroi de financements des groupements féminins. C’est le cas d’une caution déposée au niveau de la banque BOA pour le financement de certaines associations féminines mais malheureusement, certaines femmes ont arrêté de payer d’où la cessation des octrois de crédit.
Cependant, de façon individuelle ou collective (au sein des GIEs et des associations), les groupements bénéficient de financements des SFD de même que des banques sur place.
Les services financiers pourraient jouer un rôle de premier ordre dans l’adressage des ODD relatifs à la lutte contre la pauvreté (ODD 2), à l’égalité de genre, par le financement des projets de femmes et de jeunes (ODD5 et 8).

### Institutions religieuses
77 mosquées, 1 église, 1 chapelle

### Institutions administratives et publiques
La loi en vigueur sur la parité au sein des conseils municipaux au Sénégal est appliquée aux Parcelles Assainies. Mais avec les listes proportionnelles dans le cadre des élections, cela arrive souvent que le prochain sur la liste soit un homme. C’est cela qui explique que dans la commune on a une légère domination des hommes avec 57 %. La représentativité de la femme au sein des instances de prise de décision comme l’exécutif local constitue une opportunité pour faciliter la prise en charge de leurs besoins mais aussi la prise en compte de leur rôle dans le développement local durable.

#### Répartition du Conseil Municipal selon le genre
Il ressort de l’analyse que la majorité des conseillers municipaux est âgée de 60 à 69 ans qui est la tranche d’âge dominante au sein du conseil. Plus de la moitié des femmes qui constituent le conseil municipal soit 55% est comprise dans cette tranche d’âge. On note également une dominance des personnes âgées avec 45% des conseillers qui ont plus de 60 ans et sont majoritairement constitué par les femmes. En plus, 2,66 % du conseil ont entre 80 et 83 ans soit un homme et une femme. Seuls 4% des membres ont entre 30 et 39 ans et 32% ont moins de 50 ans. Toutefois, la majorité des hommes qui composent le conseil ont entre 40 et 59 ans. Le conseil municipal est donc composé majoritairement de personnes âgées entre 60 et 83 ans.

#### Répartition du conseil municipal selon le niveau d’instruction
Le conseil municipal dispose d’un niveau d’étude assez élevé. On note une domination du niveau secondaire avec 45% et quasi la même proportion soit 44% des membres qui ont effectué des études supérieures. Ce qui constitue près de 90% des membres. Toutefois, 4 % ont fréquenté l’école coranique et seuls 7% se sont arrêtés au niveau primaire. Le niveau d’étude des membres du conseil est non seulement un atout dans l’exécution des tâches qui leur sont assignées mais également dans la conduite des affaires communales surtout dans le cadre de la gestion durable de la commune.
Malgré leur âge avancé, 40% des conseillers municipaux ont au moins une expérience dans un conseil municipal. Leur expérience peut constituer un atout qui peut être exploité d’autant plus que 16 % des conseillers ont plus de trois (03) mandats dans un poste similaire.
Le Conseil compte 18 commissions chargées de l’étude des questions relevant des compétences du Conseil Municipal. Les commissions aux Parcelles Assainies ne sont fonctionnelles que dans le cadre de l’élaboration du budget, contrairement aux différentes divisions mises en place par la mairie.
L’administration de la Commune des Parcelles Assainies comprend :
- Le cabinet du Maire ;

- Le Secrétariat Municipal et les services rattachés;
- La Division de l’Administration Générale et  des Finances ;
- La Division de l’État Civil ;
- La Division de la Planification et des compétences transférées ;
- La Division des Services Techniques ;

Sous l’autorité du Maire, le Secrétaire municipal est le chef des services administratifs de la Commune.

#### Le personnel municipal
Cette partie traite du personnel municipal constitué du Cabinet du Maire, des divisions et bureaux, ainsi que du personnel détaché dans les structures déconcentrées. Le personnel municipal des Parcelles Assainies est majoritairement composé d’hommes qui représentent 61%. On note une représentativité des femmes à hauteur de 39 %. Toutefois, il faut noter qu’aucune femme n’occupe un poste de Chef de division et elles n’occupent que 5 postes de Chef de Bureau sur les 23 que compte l’équipe municipale soit 21,74%, ce qui constitue une faible représentativité dans les postes les plus importants. Malgré les efforts consentis en matière de genre, des défis restent à être relevés pour intégrer encore plus les femmes dans les instances de prise de décision de la commune pour atteindre l’ODD 5 qui vise l’égalité des sexes.
Source : Diagnostic institutionnel, PDC durable 2020
Pour ce qui de l’âge, l’équipe municipale est principalement constituée de jeunes. La tranche d’âge 30 - 39 ans prédomine avec 42,86 %. Contrairement au conseil municipal, la moitié du personnel de la mairie soit 50 % est constitué de jeunes âgés de 25 à 39 ans et 34,29 % entre 40 et 49 ans. Ce qui montre qu’un peu plus de 84% ont moins de 50 ans. Près de 78% des chefs de divisions ont moins de 45 ans. L’analyse démontre ainsi qu’une équipe jeune et dynamique occupe les postes les plus importants. Seuls 15,71 % ont entre 50 et 60 ans.

## Actions municipales

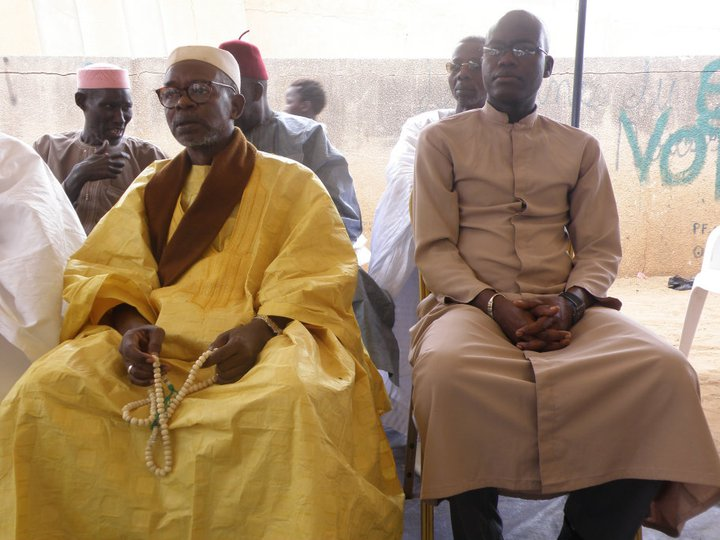
Cérémonie de remise de subventions aux lieux de culte

La Mairie des Parcelles Assainies s'investit et soutient toutes les activités visant à améliorer les conditions de vie des populations. Il s'agit notamment de la gestion des marchés de quartier, des petits travaux d'assainissement et d'hygiène, la participation à la collecte des ordures ménagères, la surveillance et l'entretien courant du réseau d'éclairage public, le désensablement et l'entretien des rues, places et espaces verts, l'entretien des équipements scolaires, sanitaires, socioculturels et sportifs, l'octroi de subventions aux ASC et OCB, allocation de subvention pour l'entretien des lieux de cultes et autres établissements à caractère religieux par exemple les daaras, allocation de secours aux indigents, subventions à la jeunesse et autres mouvements associatifs, création d'emplois temporaires. La Commune assure le fonctionnement régulier des services.

## Opportunités
Les lignes de force qui caractérisent la commune d'arrondissement des Parcelles Assainies sont : l'esprit d'entreprise et de créativité de l'administration municipale, la mobilisation sociale en faveur du développement local, de l'amélioration du milieu urbain, etc., le volume budgétaire en progression constante attestant d'une situation financière saine, l'esprit d'ouverture et de solidarité des populations, une population jeune et motivée tournée vers la cohésion sociale, des potentialités économiques, culturelles et touristiques confirmées, la promotion de la gouvernance locale avec la mise en place des 20 Conseils de quartiers.

## Perspectives 2021-2025
- La vision de la Commune se décline comme suit : « Faire des Parcelles Assainies une commune smart à l’horizon 2025 » et d’ici 2030 une agglomération Urbaine modèle durable au Sénégal et en Francophonie et se décline en quatre (4) axes stratégiques :
  1. Faire des Parcelles Assainies (PA) une Commune sobre en émission de     Carbone,
  2. Renforcer les dynamiques sociales et économiques de la Commune des PA,
  3. Améliorer le cadre de vie et protéger les liens et services des     citoyens,
  4. Renforcer la gouvernance locale, l’inclusion et le partenariat. Cette vision indique le regard que la Commune porte sur son devenir et indique les leviers d’intervention majeurs capables d’aider à rendre la vision possible. Elle s’articule au Plan Sénégal Emergent (PSE) et à l’Acte 3 de la décentralisation. Cette vision d’une commune durable compte relever les défis :  - du développement durable qui ne « laisse personne en rade -LNOB[5] »  - L’insuffisance d’accès aux services sociaux de base des populations  - Une bonne gouvernance qui met l’accent sur les solidarités territoriales (intercommunalité) et sur les solidarités collectives (dialogue entre les communes) tout en exigeant, de tous les acteurs, une culture de la transparence et des actions synergiques.

- Partis politiques existant dans le territoire communal : Mouvement des radicaux de gauche, Mouvement pour la démocratie et le socialisme/Niaxx Jariñu, Parti démocratique sénégalais (PDS), Parti socialiste (PS), Mouvement pour l'Action Citoyenne (MAC), REWMI, Alliance des Forces de Progrès (AFP), Union pour le Fédéralisme et la Démocratie (U.F.D.) du Dr Mohamed Tété Diédhiou (Député à l'Assemblée Nationale)...

## Les différents maires des Parcelles Assainies
| Période       | Identité                 | Parti        | Coalition |
| ------------- | ------------------------ | ------------ | --------- |
| 1996 - 2001   | Dr Mohamed Tété Diédhiou | PS           |           |
| 2002 - 2009   | Mbaye Ndiaye             | PDS          |           |
| 2009 - 2014   | Moussa Sy                | [PDS ]       |           |
| réélu en 2014 | Moussa Sy                | Taxawu Dakar |           |

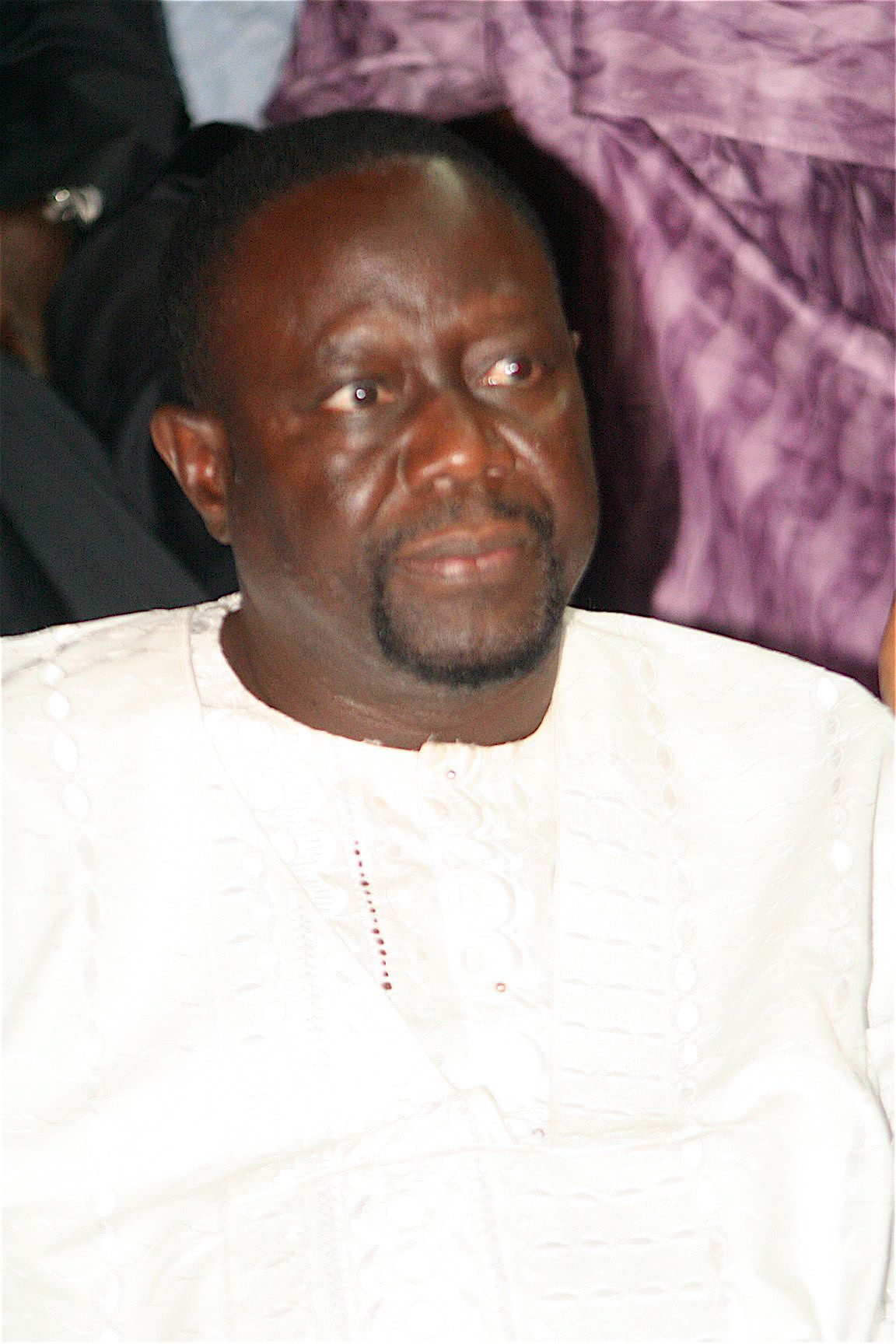
Mbaye Ndiaye, ancien maire
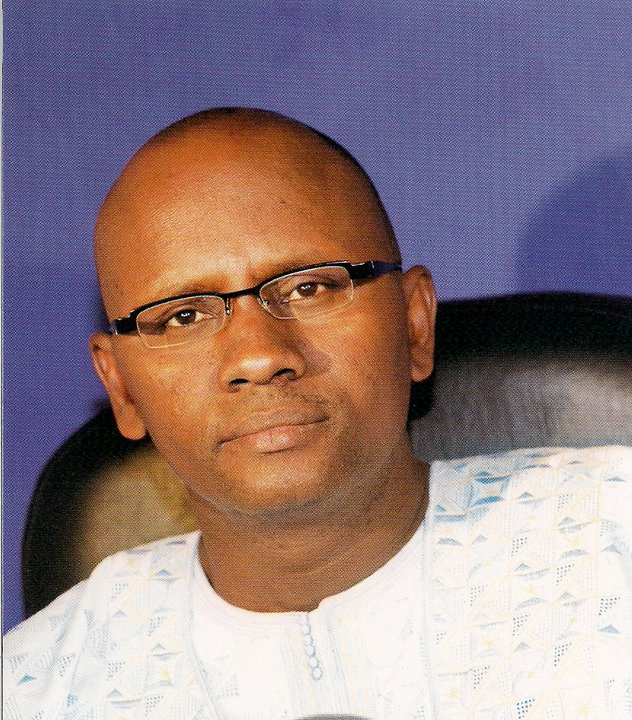
Moussa Sy, député-maire